# Manuel Bermúdez (Leichtathlet)
Manuel Bermúdez Jiménez (* 12. Dezember 1997 in Cieza) ist ein spanischer Geher.

## Sportliche Laufbahn
Manuel Bermúdez trat erstmals 2011 zu nationalen Meisterschaften als Geher an. Damals belegte er den zweiten Platz bei den spanischen U16-Meisterschaften. Bereits ein Jahr später feierte er über 5 km seinen ersten nationalen Titelgewinn auf Erwachsenenebene. 2013 belegte er den zweiten Platz über 10.000 Meter auf der Bahn bei den spanischen U18-Meisterschaften. Im Juli trat er über diese Distanz bei den U18-Weltmeisterschaften in Donezk an, bei denen er den zehnten Platz belegte. 2014 belegte er beim Qualifikationswettkampf in Baku für die Olympischen Jugendspiele in Nanjing den zweiten Platz und konnte damit im August in China an den Start gehen. Den Wettkampf über 10.000 Meter beendete er auf dem sechsten Platz. Zudem trat er auch als Teil der spanischen 8-Mal-100-Meter-Staffel an, wobei man im Vorlauf ausschied. 2015 stieg er in die nächsthöhere Altersklasse auf und wurde unter anderem spanischer U20-Meister über 5000 Meter auf der Bahn. 2016 bestritt Bermúdez bei den spanischen Meisterschaften der Erwachsenen seinen ersten Wettkampf über die 20-km-Distanz, wobei er den achten Platz belegte. Später im Sommer wurde er erneut spanischer U20-Meister und nahm im Anschluss an den U20-Weltmeisterschaften in Polen teil, bei denen er über 10.000 Meter den zehnten Platz belegte. 2017 platzierte sich Bermúdez bei den spanischen Meisterschaften als Vierter über 20 km. Im Sommer trat er bei den U23-Europameisterschaften an und belegte mit neuer Bestzeit von 1:23:12 h de fünften Platz. Die nächsten zwei Jahre konnte er seine Zeit über 20 km zunächst nicht steigern. Im Sommer 2019 trat er erneut bei den U23-Europameisterschaften an und belegte, wie zwei Jahre zuvor in Polen, den fünften Platz.
2020 bestritt Bermúdez, im Rahmen der spanischen Meisterschaften, seinen ersten Wettkampf über die 50-km-Distanz und belegte dabei den dritten Platz. Ein Jahr später gewann er im gleichen Wettkampf über diese Distanz die Silbermedaille. Im Frühjahr 2022 konnte er über 20 km und die, damals neu eingeführte Langdistanz von 35 km, jeweils neue Bestzeiten aufstellen. So belegte er in 2:32:06 h den dritten Platz über 35 km bei den spanischen Meisterschaften. Damit qualifizierte er sich für die Europameisterschaften im August in München und damit seine ersten internationalen Meisterschaften im Erwachsenenbereich. Im Wettkampf dort blieb er nur knapp hinter seiner Bestzeit von den spanischen Meisterschaften zurück und verpasste zudem als Vierter nur hauchdünn eine Medaille.
2022 wurde Bermúdez spanischer Meister im 10.000-Meter-Bahngehen.

## Wichtige Wettbewerbe
| Jahr                | Veranstaltung             | Ort                 | Platz               | Disziplin           | Zeit                |
| Startet für Spanien | Startet für Spanien       | Startet für Spanien | Startet für Spanien | Startet für Spanien | Startet für Spanien |
| ------------------- | ------------------------- | ------------------- | ------------------- | ------------------- | ------------------- |
| 2013                | U18-Weltmeisterschaften   | Donezk              | 10.                 | 10.000 m Bahngehen  | 46:21,96 min        |
| 2014                | Olympische Jugendspiele   | Nanjing             | 6.                  | 10.000 m Bahngehen  | 44:12,55 min        |
| 2016                | U20-Weltmeisterschaften   | Bydgoszcz           | 10.                 | 10.000 m Bahngehen  | 41:52,09 min        |
| 2017                | U23-Europameisterschaften | Bydgoszcz           | 5.                  | 20 km Gehen         | 1:23:12 h           |
| 2019                | U23-Europameisterschaften | Gävle               | 5.                  | 20 km Gehen         | 1:24:17 h           |
| 2022                | Europameisterschaften     | München             | 4.                  | 35 km Gehen         | 2:32:31 h           |

## Persönliche Bestleistungen
Freiluft
- 5000-m-Bahngehen: 19:35,73 min, 6. Juni 2018, Murcia
- 5-km-Gehen: 20:30 min, 10. Dezember 2017, Guadix
- 10.000-m-Bahngehen: 39:43,56 min, 25. Juni 2022, Nerja
- 10-km-Gehen: 40:27 min, 7. Mai 2016, Rom
- 20-km-Gehen: 1:21:02 h, 28. Mai 2022, A Coruña
- 35-km-Gehen: 2:32:06 h, 30. Januar 2022, Lepe